# Kopanina (powiat piotrkowski)
Kopanina – wieś w Polsce, położona w województwie łódzkim, w powiecie piotrkowskim, w gminie Gorzkowice.
Do 2024 r. miejscowość była częścią wsi Kolonia Bujniczki. W latach 1975–1998 Kopanina administracyjnie należała do województwa piotrkowskiego.